# مستو مرجعي

طول العقدة الصاعدة وزواية الميلان كما يبدوان باللون الأخضر نسبة للمستوى المرجعي.

المستوي المرجعي أو المستوى المرجعي هو المستوي الذي تنسب إليه العناصر المدارية وعددها ست ويتم تعريفها طبقا لهذا المستوى المرجعي. وعنصران من تلك العناصر تقاس مبتشرة نسبة إلى المستوى المرجعي.العنصر الأول هو زاوية الميلان آما الثاني فهو طول العقدة الصاعدة.واعتمادا على نوع الجرم السماوي الموصوف يستعمل الفلكيون عدد من المستويات المرجعية.
- مسار الشمس أو مستوى رصين للكواكب والكويكبات والمذنبات ومختلف أجرام المجموعة الشمسية،لإن مستواها المداري ليست ببعيدة عن مسار الشمس، وزاوية ميلانها لا تتجاوز 10° لغالبية الكواكب.
- خط الاستواء في حالة السواتل ذات محور شبه أكبر صغير نسبيا.
- مستوى لابلاس للسواتل ذات محور شبه أكبر من متوسط إلى كبير.
- أي مستوى مماس للقبة السماوية إذا كان الكوكب خارج المجموعة الشمسية.

كما ينبغي تعريف زاوية مرجعية ضمن المستوى المرجعي ليتم حسبان الزوايا ضمن المستوي بالرجوع إليها.ويحبذ أن تكون تلك النقطة هي نقطة تقاطع القبة السماوية مع دائرة الساعة.